# 金融包摂
金融包摂（きんゆうほうせつ）は、金融サービスを利用する機会があり、かつ平等であることと定義されている。
これは、個人や企業が適切で手頃な価格のタイムリーな金融商品やサービスにアクセスできるプロセスを指す。
これらには、銀行、融資、株式、および保険商品が含まれる。
金融包摂の取り組みは通常、銀行口座を持たない人々(Unbanked)や銀行サービスを十分に利用できない人々(Underbanked)を対象とし、持続可能な金融サービスを彼らに向けて提供する。
金融包摂は、単に銀行口座を開設するだけではないと理解されている。
銀行口座を持つ人が金融サービスから排除されることはあり得る。
より包括的な金融システムを持つことは、より強力で持続可能な経済成長と開発につながるため、金融包摂の実現は世界中の多くの国にとって優先事項となっている。
2018年、銀行口座を持たない成人は約17億人と推定されている。
銀行口座を持たない人の中には、農村部の女性や貧困層が多く、金融機関から排除され、差別に直面し、社会的弱者や周縁化された人々に属している場合が少なくない。
金融インフラが不足しているため、サービスの行き届いていない低所得のコミュニティの多くが苦しんでいる。
具体的には、適切な情報の欠如は、低所得者層にとって不利益となり、金融リスクにさらされる可能性がある。
例えば、ペイデイローン(payday loans)は、金利や複利について十分な情報を持たない低所得者を対象としている。
彼らは、こうした略奪的な金融機関に捕らわれ、負債を抱えることになる。
公共部門は、教育、納税準備、福祉支援などの金融サービスを無料で受けられるよう、成人のための支援活動や教育を率先して行っている。
非営利団体は、私財や国の資金を利用して、恵まれない地域に貢献することに専念している。
カリフォルニア州では、州法により、年度内に助成金が支給され、非営利団体は追加助成金を申請することができる。
Bill AB-423は、若年層の金融包摂が進んでいないことを州が認めた例で、この法案は、生徒への指導と金融活用能力の授業を早ければ9年生から始めるよう奨励している。
すべての個人が金融サービスを必要とし、望んでいるわけではないことは認識されているが、金融包摂の目標は、供給側と需要側の両方のすべての障壁を取り除くことである。
供給側の障壁は、金融機関そのものに起因する。
このような場合、近くに金融機関がない、口座開設のコストが高い、書類作成が必要など、金融インフラの不備が指摘されることが多い。
需要側の障壁は、金融サービスを受けようとする個人の側面を指し、金融活用能力の低さ、経済力の欠如、金融の意思決定に影響を与える文化的・宗教的信念などが含まれる。
金融包摂の取り組みの効果については、一部の専門家から懐疑的な意見も聞かれる。
マイクロファイナンスの取り組みに関する研究では、零細企業家が広く融資を受けられるようになると、意図しない起業の形態である非公式な相互仲介が生まれることが指摘されている。